# Clan Kudara no Konikishi
Le clan Kudara no Konikishi (百済王) est un clan japonais dont le fondateur, Zenkō (善光) était le fils du dernier roi de l'ancien royaume coréen de Paekche (Kudara en japonais), le roi Uija.
Le clan Kudara no Konikishi était une famille (uji) qui représentait au Japon son pays d'origine. « Konikishi » (王) signifie « roi » et « 百済 » sont les kanjis pour écrire « Paekche », l'un des trois anciens royaumes de la Corée durant la période Samguk (57 av. J.-C.-668 AD), ou Trois royaumes de Corée. Le clan Kudara no Konikishi est donc le « clan des rois du Paekche ».
Le fondateur du clan, Zenkō, arriva au Japon en 643 en tant qu'otage avec son frère aîné, Hōshō. Zenkō devint le chef du clan puisque son frère retourna en Corée pour essayer de faire revivre le Paekche, qui avait été annexé par le royaume de Silla.

## Membres notables
- Kudara no Konikishi Zenkō (百済王禅光) (617-700) : fondateur du clan
- Kudara no Konikishi Rōgu (百済王朗虞) (661-737) : vice-gouverneur de la province de Settsu
- Kudara no Konikishi Kyōfuku (百済王敬福) (697-766)
- Kudara no Konikishi Shuntetsu (百済王俊哲)
- Kudara no Konikishi Bukyō (百済王武鏡) : gouverneur de la province de Dewa